# Essential Records (kršćanski)
Essential Records je diskografska etiketa suvremene kršćanske glazbe sa sjedištem u Franklinu u Tennesseeju u SAD. Divizija je glavne etikete Sony Music Entertainment. 

## History
Osnovao ju je Robert Beeson 1992. godine a kupio 1993. Brentwood Music. Prvo veliko izdanje-uspješnica "Flood" sastava Jars of Claya 1996. godine. Pjesma je bila uspješnica na glavnostrujaškom radiju prije dolaska na kršćanske formate; dosegnula je 12. mjesto na ljestvici Billboardovoj ljestvici suvremenog rocka i pojavila se na Billboardovih Vrućih 100. Danas je dio Provident Label Group, divizije Sony Music Entertainmenta.

## Glazbenici

### Tekući
Današnji popis glazbenika:
- Branan Murphy
- Casting Crowns
- I Am They
- Elle Limebear
- Jamie Kimmett
- Land of Color
- Matt Maher
- Matthew West
- One Sonic Society
- Red Rocks Worship
- Rhett Walker
- Tauren Wells
- Elevation Worship
- Tenth Avenue North
- Vertical Worship
- Zach Williams

### Bivši
- Warren Barfield
- Brooke Barrettsmith (aktivan)
- Caedmon's Call (aktivan, s Fair Trade Servicesom)[4]
- Andy Cherry (aktivan)
- Day of Fire (neaktivan)[5]
- FFH (neaktivan)
- Mia Fieldes
- Fireflight (aktivan)
- Grey Holiday (raspušten)
- Jars of Clay (aktivan, s Gray Mattersom)
- KJ-52 (aktivan, s BEC Recordsom)
- Los Caminos (neaktivan)
- Leeland (aktivan, s Bethel Musicom)
- Krystal Meyers (neaktivan)
- The Neverclaim
- Bebo Norman (aktivan, s BEC Recordsom)
- Andrew Peterson (aktivan, s Centricity Musicom)
- Pillar (aktivan)
- Plumb (aktivan, s Curb Recordsom)[4]
- Red (aktivan, neovisan)
- Revive (raspušten)
- Kerrie Roberts (aktivan, s Reunion Recordsom)[6]
- The Royal Royal (aktivan)
- Royal Tailor (raspušten)
- Tal & Acacia (aktivan)
- Third Day (raspušten)
- True Vibe (raspušten)
- V*Enna (raspušten)
- Rhett Walker Band (raspušten)

## Vanjske poveznice
- Službene stranice